# Daniel Altmaier
Daniel Altmaier (n. 12 septembrie 1998, Kempen, Renania de Nord-Westfalia, Germania) este un jucător profesionist german de tenis. Cea mai bună clasare a sa la simplu este locul 47 mondial, la 2 octombrie 2023, și locul 300 la dublu în ianuarie 2022. A câștigat șaisprezece titluri la simplu și șase titluri la dublu în circuitele ATP Challengers și ITF. Este antrenat de fostul jucător argentinian Alberto Mancini, aflat în top 10 mondial.
A debutat în echipa Germaniei de Cupa Davis în 2023 cu ocazia meciului de calificare împotriva Elveției, în care a pierdut finala de simplu în fața lui Stan Wawrinka. Elvețienii s-au impus cu 3-2.

## Viața personală
Tatăl lui Altmaier, Jurij, este ucrainean, iar mama sa, Galina, este rusoaică. Vorbește rusă, germană și engleză și își îmbunătățește rapid spaniola, având în vedere că se antrenează în Argentina.